# Sony Hit-Bit 55
Sony Hit-Bit 55 (Hit-Bit 55) је био кућни рачунар фирме Сони (Sony) који је почео да се производи у Јапану од 1984. године.
Користио је Zilog Z80A као микропроцесор. RAM меморија рачунара је имала капацитет од 16 KB. 
Као оперативни систем кориштен је MSX DOS.

## Детаљни подаци
Детаљнији подаци о рачунару Hit-Bit 55 су дати у табели испод.
|                       | |
| [ 1 ]                 | |
| Произвођач            | Сони |
| Тип                   | кућни рачунар |
| Меморија              | 16 KB |
| Поријекло             | Јапан |
| Година                | 1984 |
| Тастатура             | тастатура калкулаторског типа. 75 тастера, укључујући 5 функцијских тастера, тастери смјера, HOME, STOP, INS, DEL, RESET, BS, SELECT, CODE, GRAPH, CAP, SHIFT (x2), TAB, CTRL, RETURN, ESC |
| Процесор              | |
| Фреквенција процесора | 3,58 |
| RAM                   | 16 KB |
| ROM                   | 32 BASIC/BIOS ( MSX BASIC V1.0) + 8 KB/16 (уграђени софтвер) |
| Текст                 | мод 0 : 40 x 24 |
| Графика               | мод 2 : 256 x 192 са 16 боја (Hires мод) |
| Боја                  | 16 |
| Звук                  | General Instruments AY-3-8910 програмибилни генератор звука |
| Димензије             | 440 (ширина) x 490 (дубина) x 118 (висина) / 7 |
| Портови               | |
| Оперативни систем     | |